# ウィリアム・ラッセル (天文学者)

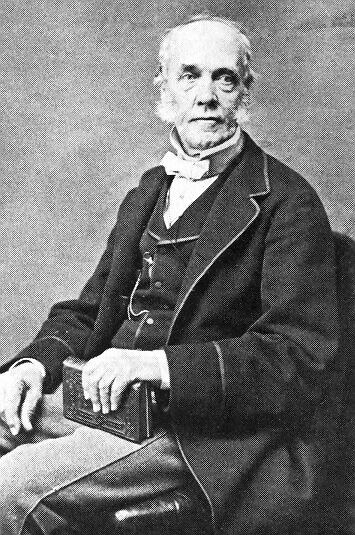
ウィリアム・ラッセル

ウィリアム・ラッセル（William Lassell、1799年6月18日 - 1880年10月5日）は、イギリスの天文学者である。海王星の衛星トリトン、土星の衛星ヒペリオンを発見した。

## 生涯
ボルトンの出身。醸造業者として財産を貯え、その財産を天文学の研究に用いた。リヴァプール近郊に24インチの反射望遠鏡を備えた天文台を設立したが、これは赤道儀を備えた望遠鏡としては最も早く造られたものの一つである。ラッセルは自ら製作した装置で反射鏡を削り、研磨した。
海王星が発見されて間もない1846年に、海王星の最大の衛星トリトンを発見した。1848年には土星の衛星ヒペリオンの発見者の一人となった。1851年、天王星の衛星アリエルとウンブリエルを発見した。1851年にヴィクトリア女王がリヴァプールを訪れた時に招待された、唯一の民間人となる栄誉を得た。1855年には48インチ望遠鏡を製作し、イギリスより天候が観測に向いているマルタ島の天文台に設置した。
1849年王立協会フェローに選出された。

## 賞歴
- イギリス王立天文学会ゴールドメダル（1849年）
- ロイヤル・メダル（1858年）

## エポニム
- ラッセル (月のクレーター)
- 火星のクレーター
- ラッセル環 - 海王星の環
- ラッセル (小惑星2636番)[1]。